# HMAS Armidale (J240)
HMAS Armidale (J240) was een Australisch korvet van de Bathurstklasse. Het schip is vernoemd naar de Australische stad Armidale in de staat New South Wales.
De bouw van de Armidale vond plaats bij de scheepswerf Morts Dock & Engineering Co in Sydney.
In november 1942 werd het schip naar Timor gestuurd om daar te helpen bij de evacuatie van Nederlands militair personeel. Op 1 december vertrok de Armidale van Betano naar Darwin.
Tijdens de overtocht werd het schip aangevallen door 13 Japanse vliegtuigen en werd het door twee torpedotreffers tot zinken gebracht. Van de 152 mensen aan boord van de Armidale kwamen er 98 om het leven.
De Nederlandse en Australische troepen en burgers die nog vastzaten op Timor werden later door Hr.Ms. Tjerk Hiddes geevacueerd naar Darwin.